# Михайловка (Шевченковский поселковый совет)
Михайловка (укр. Михайлівка) — село, 
Шевченковский поселковый совет,
Шевченковский район,
Харьковская область.
Код КОАТУУ — 6325755103. Население по переписи 2001 года составляет 21 (7/14 м/ж) человек.

## Географическое положение
Село Михайловка находится в балке Грузкая по которой протекает пересыхающий ручей с запрудами.
На расстоянии в 2,5 км расположена железнодорожная станция Гроза.

## История
- 1850 — дата основания.